# Sulo Vaattovaara
Sulo Anders Vaattovaara (Torshälla, 18 juli 1962) is een voormalig Zweeds voetballer. Hij speelde als verdediger en sloot zijn profloopbaan in 1999 af bij IF Sylvia.

## Interlandcarrière
Vaattovaara speelde zes officiële interlands voor het Zweeds voetbalelftal. Onder leiding van bondscoach Olle Nordin maakte hij zijn debuut op 12 januari 1988 in de vriendschappelijke wedstrijd tegen Oost-Duitsland (1-4). Andere debutanten in dat duel waren Hans Eskilsson (Hammarby IF), Hans Eklund (Östers IF), Dennis Schiller (Lillestrøm SK), Stefan Rehn (Djurgårdens IF), Lars Eriksson (Hammarby IF) en Roger Ljung (Malmö FF).
In 1988 vertegenwoordigde Vaattovaara zijn vaderland bij de Olympische Zomerspelen in Seoel. Onder leiding van bondscoach Benny Lennartsson werd Zweden daar in de kwartfinale uitgeschakeld door Italië (1-2).

## Erelijst
IFK Norrköping
- Zweeds landskampioen

1989
- Beker van Zweden

1988, 1991, 1994